# Сёкэн
Императрица Сёкэн (яп. 昭憲皇后 Сё:кэн-ко:го:, 9 мая 1849 — 9 апреля 1914) — японская императрица-консорт (не царствовавшая), жена императора Мэйдзи и приёмная мать императора Тайсё. Настоящее имя Итидзё Масако (яп. 一条 勝子). Была третьей дочерью Итидзё Тадаки, левого министра и главы ветви Итидзё рода Фудзивара, и его жены, дочери принца Фусими Кунииэ. Была помолвлена с императором Мэйдзи 2 сентября 1867 года, причём против её кандидатуры было существенное возражение — она была на три года старше жениха. Вопрос решился изменением года её рождения в бумагах с 1849 на 1850. К моменту помолвки она знала японскую поэзию, китайский язык, владела искусством чайной церемонии и икэбаны.
После обручения она взяла имя Харуко (яп. 美子). Вскоре стало ясно, что рожать детей императрица не может. У императора Мэйдзи было 15 детей (из которых выжило только пятеро) от пяти фрейлин, и Харуко усыновила Ёсихито, старшего сына, рождённого от наложницы. Таким образом Ёсихито вошёл в императорскую семью и после смерти императора Мэйдзи стал новым императором. С 1886 году Харуко начала гораздо чаще участвовать в публичных мероприятиях, периодически заменяя своего супруга. 30 июля того же года, во время выпускных экзаменов в школе, где учились дочери аристократов, императрица впервые появилась на публике в европейском платье, чем подала знак, что теперь женщинам в Японии также следует одеваться в европейскую одежду. Сама Харуко после смерти мужа получила титул вдовствующей императрицы (яп. 皇太后 Ко:тайго:) и пережила императора Мэйдзи лишь на два года, скончавшись в 1914 году и получив посмертное имя Сёкэн.

## Награды
Награды Японии
- Большой крест Ордена Драгоценной короны (1 ноября 1888)
- Памятная медаль в честь 25-й годовщины бракосочетания императора Мэйдзи

Награды иностранных государств
- Большой крест Ордена Святой Екатерины (13 декабря 1888)
- Дама Ордена Королевы Марии Луизы (29 ноября 1889)
- Дама Ордена Королевского дома Чакри (12 октября 1899)[6]
- Дама Ордена Луизы (19 мая 1903)
- Дама Ордена Терезы (29 февраля 1904)
- Дама Ордена Благоприятного Феникса (27 июля 1908)